# 嘎日乡
嘎日乡，是中华人民共和国四川省凉山彝族自治州甘洛县下辖的一个乡镇级行政单位。

## 行政区划
嘎日乡下辖以下地区：
阿渣尔杰村、沙呷特觉莫村、阿尔特觉莫村、各布洛哈村、甲布吉村、阿子木乃托村、则石勒波村、热牛八嘎村和阿候木古觉村。